# Cash cow
En cash cow (eng.: "pengeko") er et produkt, der genererer en stabil, vedvarende strøm af likviditet, der langt overstiger mændgen af likviditet, der er nødvendig for at generere indtjeningen. Udtrykket illustrerer, at produktet (koen) malkes for likviditet.
Kendetegnene ved en cash cow er ofte, at der er en relativ lille markedsvækst men dog en høj markedsandel.

## Uddybning
I en virksomhed er en cash cow et produkt eller en forretningsenhed, der genererer usædvanligt høje avancer: så høj, at den er ansvarlig for en stor del af virksomhedens driftsresultat. Denne fortjeneste overstiger langt det beløb, der er nødvendigt for at opretholde cash flow for virksomheden, og det overskydende bruges af virksomheden til andre formål. 
En virksomhed anses at være en cash cow, når dens indtjening pr. aktie (EPS) er lig med dets udbytte pr. aktie (DPS), eller med andre ord, når en virksomhed betaler de 100% af virksomhedens frie cash flow (FCF) til aktionærerne som udbytte ved udgangen af hvert regnskabskvartal. Dette indebærer også, at virksomheden ikke investerer i produktudvikling (fordeling af al indtjening) og er hovedsagelig følte sig ikke på et marked i vækst. Dette kunne være tilfældet, hvis et selskab, ser fremtiden for et produkt som dyster som et resultat af en anden teknologi, der fjerner sin markedsandel. 
Risikoen for en cash cow omfatter selvtilfredshed, med ledelsen ignorerer behovet for forandring, som markedskræfterne erodere værdi af og vedvarende magtkampe imellem forvaltningen med ansvar for cash cow'en og andre ledere som forsøger at vinde støtte til andre produkter. 
Når det er sagt, længes hver eneste virksomhed efter et cash cow-produkt. BCG Bostonmatricen der er udviklet af Boston Consulting Group, anvendes stadig af analytikere i store virksomheder.

## Oprindelse
Cash cow bruges også sarkastisk hos salg & business folk til at beskrive en kunde eller organisation, som ikke har kontrol over sine udgifter. Ganske ofte bruges udtrykket politisk til at beskrive forsvaret, ulands bistand; motorveje, social sikkerhedsnet, hvor udgifterne er ude af proportioner i henhold til de tjenesteydelser eller varer modtages. 
Udtrykket er en virksomhed metafor rødder i forestillingen om en malkeko, der kan malkes løbende med lidt regning efter at være blevet erhvervet. 
Cash cow anvendes i Bostonmatricen til at repræsentere en af de fire kvadranter i matrixen. Et cash cow-produktet har en høj markedsandel i et langsomt voksende marked. Et selskab ønsker at have så mange cash cow-produkter som muligt 